# Die schlimmen Buben in der Schule
Die schlimmen Buben in der Schule ist ein Burleske mit Gesang in 1 Acte von Johann Nestroy. Die Uraufführung mit dem verkürzten Titel Die schlimmen Buben fand am 10. Dezember 1847 im Wiener Carltheater, gemeinsam mit zwei anderen Einaktern zur Eröffnungsfeier des Neubaues statt. Die Hälfte der Einnahmen kamen dem Grundarmenhaus der Gemeinden Leopoldstadt und Jägerzeile zugute.

## Inhalt
Auf dem Schloss des Barons von Wolkenfeld, in seiner Schule für die Bediensteten des Gutes, geleitet vom alten Schulmeister Wampl, sollen Examina stattfinden. Wampls Gehilfe Franz kann sich nicht gegen den frechen Willibald durchsetzen:

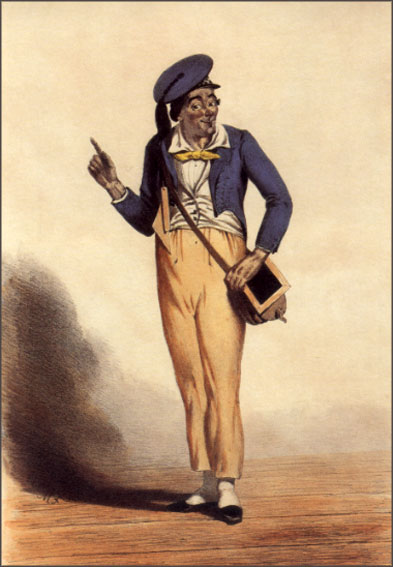
Nestroy als Willibald (Lithografie von Melchior Fritsch, 1857)

„Sie sind kein wirklicher sondern nur ein qua Schulgehilfe, ein qua Substitut, qua Supplens, mit einem Wort Sie sind rein nur qua-qua, und das in einer Schule, die wahrscheinlich schon am längsten Schule gewesen is.“ (4te Scene)
Den Schulmeister stört das Verhältnis seiner Tochter Nettchen mit Franz und er ist über die drohende Auflösung der Schule verstört. Als ein Besuch des Barons angekündigt wird, der zum Ende des Schuljahrs diesmal persönlich das Examen vornehmen will, macht er sich noch mehr Sorgen:
„Gutsherr Landrath Examen, es is ein Wahnsinn – aufs Examinieren sind meine Schüler nicht eingericht't. Wer hilft mir, wer rathet mir – Franz! wo Teufel ist denn der Franz! Aufseher, wo stecken Sie?!“ (18te Scene)
Franz will ihm helfen, allerdings dafür Nettchens Hand bekommen und Wampl weiß keinen anderen Ausweg, als zuzustimmen. Franz, der die Liste der Fragen vorbereitet hat, verteilt an die Schüler Zettel mit den richtigen Antworten. Unbemerkt von Franz tauschen die Schüler jedoch ihre Zettel untereinander aus. Als der Baron mit der Prüfung beginnt, kommen zwar richtige Antworten, aber auf die falschen Fragen.
Wolkenfeld: „Welche Planeten unseres Sonnensystems sind größer als unsere Erde?“
Stanislaus: „Kärnthen, Krain, Görz, Salzburg und die Windische Mark.“ (24ste Scene)
Der Baron erweist sich jedoch als stocktaub und nimmt den Unsinn der Antworten gar nicht wahr. Daher erhalten alle Schüler ihre Prämien, Wampl wird bei vollen Bezügen in Rente geschickt und Franz erhält eine volle Lehrerstelle in der Stadt – und sein Nettchen. Wolkenfeld gratuliert ihm dazu:
„Auch eine Hochzeit? gratuliere! Sie tragen aus dieser Schule das schönste Praemium davon. Dem Verdienste seine Krone.“ (24ste Scene)

## Interpretation
Während die Erwachsenen in diesem Stück Träger von Sorgen und Bedenken sind und eine alte Ordnung und Disziplin verkörpern, sind die Schüler – bei aller Unwissenheit – die eigentlichen Träger des Humors. Sie erweisen sich als durchaus nicht so dumm, wie angenommen, nur entstammt das Wissen der Schüler nicht dem Lehrbuch, sondern ist dem Leben entnommen (dies zeigt sich besonders in den Couplets).

## Werksgeschichte
Für das umgebaute und neueröffnete Leopoldstädter Theater, von Direktor Carl Carl jetzt Carltheater genannt, verlangte dieser von seinem Hausdichter Nestroy für das Eröffnungs-Festprogramm eine Posse in einem Akte. Nestroy wählte als Vorlage das Vaudeville en un Acte Le Maître d'école von Joseph-Philippe Simon, genannt Lockroy (1803–1891), und Auguste Anicet-Bourgeois (1806–1870). Dieses Vaudeville wurde am 20. März 1841 auf dem Théâtre des Variétés in Paris uraufgeführt, die Rolle des Schulmeisters Legras spielte der damals berühmte Komiker Pierre Levassor (* 25. Jänner 1808 in Fontainebleau; † 1. Jänner 1870 in Paris).
Das Hauptmotiv der Burleske, die öffentliche Schauprüfung mit Preisen, geht auf das französische Schulsystem zurück, wo derartige Prüfungen üblich waren. Im Original will der adjoint du maitre (Assistent des Lehrers) seinen dummen Sohn glänzen lassen und hat deshalb den conseille du département (ein Rang in der Verwaltung) zur Prüfung eingeladen. Die Schüler sind wesentlich farbloser gezeichnet als bei Nestroy, der Schulgehilfe wurde bei ihm von einem pubertierenden Halbwüchsigen zum braven Jüngling. Den weiteren Ablauf der Handlung hat Nestroy zwar ziemlich genau beibehalten, die Rollenverteilung allerdings etwas geändert.
Johann Nestroy spielte den Schüler Willibald, Wenzel Scholz (ab 1849 auch Alois Grois) den Magister Wampl, Alois Grois (bei den ersten Aufführungen) den Gutsbesitzer Wolkenfeld, Friedrich Hopp den Intendanten Wichtig, Franz Gämmerler den (in der Vorarbeit nicht vorkommenden) Magister Stamm. Die Rollen der übrigen Schüler wurden mit einer Schauspielerin (Dlle. Rohrbeck in einer Hosenrolle als Peter Petersil), einem Mädchen (Anna Freisinger als Stanislaus) und einigen Knaben realistischer besetzt. Die Musik war von Michael Hebenstreit und Carl Binder.
Diese Posse wurde auch nach der Eröffnung des Carltheaters weiterhin gespielt, trotz der Unterbrechung durch die Revolutionsjahre 1848/49, ab 1850 häufiger, 1860 allein 16-mal. Bei einem Gastspiel der englischen Tänzerin Lydia Thompson im Carltheater im Juni 1855 waren die Schlimmen Buben bei allen Vorführungen als Beiprogramm zu sehen, die Kritiken des Stückes waren allerdings wenig schmeichelhaft, auch Nestroys Direktion (Carl war 1854 verstorben, Nestroy sein Nachfolger) wurde arg zerzaust:
„Alles zusammengefaßt sind die Rückschritte, welche das Carltheater unter Nestroy's Direction von Monat zu Monat gemacht, nicht nur allein sehr merkbar, sondern auf eine Weise progressiv, […]“
Bei späteren Vorstellungen ab 1857 erntete dann sowohl der Schauspieler, als auch der Direktor Nestroy wieder ungeteilten Beifall, der Willibald wurde zu einer seiner Paraderollen. Nach Nestroys Tod verschwand diese Posse für lange Zeit von den Bühnen, da es offenbar kein Schauspieler wagen durfte, seine Willibald-Rolle zu übernehmen. Heute wird das Stück auf den deutschsprachigen Bühnen wieder gerne gespielt.

## Erhaltene Manuskripte
Ein eigenhändiges Manuskript Nestroys, bestehend aus dem Text in Bleistiftschrift, sowie ebenfalls eigenhändigen Korrekturen (Vorzensur) in Tinte und Bleistift, mit Titelblatt, paginiert 1-20, lag Rommel noch vor und gilt seit 1929 als verschollen.
Ebenfalls erhalten sind vier einzelne Blätter in Nestroys Handschrift als sorgfältige Reinschrift einer zensurbedingten Umarbeitung (sie waren offenbar früher in das erste Manuskript eingeheftet gewesen), ein eigenhändiges Scenarium mit dem Titel Magister Wampl und seine Schüler in einem Bogen, zerrissen, aber wieder sorgfältig zusammengenäht, sowie einige Entwürfe und Studienblätter zu den Couplets.
Es gibt auch eine Partitur, eine Gesangsnummer in Hebenstreits Handschrift, die übrigen mit eigenhändigen Korrekturen.

## Zeitgenössische Rezeption
Bei den Zeitungskritikern in Wien war das Werk Lockroys offenbar unbekannt, da es keinen einzigen Vergleich von Nestroys Stück mit dem Original gab. Die Kritik nahm das Stück mehr oder weniger positiv auf, wenn es auch durch die allgemeine große Bewunderung für Direktor Carls Theater-Neubau etwas in die zweite Reihe geriet.
So schrieb die Nestroy-freundliche Wiener Theaterzeitung von Adolf Bäuerle vom 13. Dezember 1847 (Jahrgang 40, Nr. 297, S. 1186 f.):
„Es kann bloß eine komische Szenenreihe in einer ländlichen Schule genannt werden, welche aber von Nestroy mit einer solchen Fülle von drastischen Coups, von schlagenden Witzen ausgestattet ist, daß ein unaufhörliches Lachen das Haus erschüttert. Man kann sich kaum etwas Possierlicheres, Drolligeres denken wie Nestroy als Schulbub unter einer Menge kleiner Burschen, welche trefflich einstudiert waren […]“
In der Wiener Zeitschrift für Kunst, Literatur, Theater und Mode, ebenfalls vom 13. Dezember, stand:
„Das untere Schulwesen wird in witziger Weise persifliert und ein wahrer Hagelschlag von satirischen Einfällen weiß dem dürftigen Thema ein höheres Interesse abzugewinnen. […] Nur laufen die Kreisbahnen der Handlung in diesem Stück mehrmals ineinander und eine neue Auflage desselben Scherzes schwächte sehr die Teilnahme.“
Ähnlich sprachen sich auch die anderen Theaterkritiker aus.
Der Humorist von Moritz Gottlieb Saphir, Direktor Carl und dessen Hausdichter Nestroy eher übel gesinnt, schrieb auch an diesem Tag (Jahrgang 11, Nr. 297, S. 1182 f.) einen äußerst ausführlichen Bericht über den Theater-Neubau und die Eröffnungsfeierlichkeiten – sogar der komplette Text von Carls Ansprache sowie ein Widmungsgedicht von August Lewald an diesen waren abgedruckt –, fertigte die drei Eröffnungsstücke dann lediglich in einem kurzen Absatz ab:
„Nachdem diese eigentliche Eröffnung vorüber war, wurden drei, hier zum ersten Male gesehene, Stücke vorgeführt, deren Wahl ausdrücklich nur zum Zwecke hatte, jene Gattungen zu bezeichnen, die hauptsächlich das Repertoire des Theaters bilden sollen. […] Es liegt nicht an dem Zwecke dieser Zeilen, hier über die Darstellung umständlich zu berichten. Nähers folgt noch.“ (Dies geschah allerdings nicht)

## Spätere Interpretationen
Otto Rommel stuft das Stück als ein eher unbedeutendes in Nestroys Schaffen ein. Er benennt es „Bilder aus einer herrschaftlichen Privatschule des Vormärz in einer scharf satirischen Beleuchtung“ (Zitat). Die darin vorkommenden Couplets des Willibald seien allerdings durchaus geistvolle Ausfälle gegen das Erziehungswesen.
„Wie gewöhnlich, verwandelte Nestroy durch Entfernung der vielen Liedchen, Chöre, Duette, Terzette und dergleichen das französische Vaudeville in eine ‚Posse mit Gesang‘ und gab sich diesmal auch anerkennenswerte Mühe, das französische Milieu durch das Bodenständige zu ersetzen.“
Mautner stellt fest, dass diese Posse zwischen harmlosem bühnenwirksamen Spaß einerseits und geistreichem Witz andrerseits laufend wechsle. Auch er betont das von Nestroy satirisch gezeichnete Bild des vormärzlich-korrupten Schulwesens, eine Anspielung, die 1847 – wo die Revolution schon in der Luft lag – doppelt wirksam war. Dank der zeitlosen Situationskomik und den witzigen Dialogen sei das Werk allerdings auch jetzt noch eine der meistgespielten Possen Nestroys.
Helmut Ahrens weist darauf hin, dass dieses Stück weniger durch den humorvollen Text gewirkt habe, sondern mehr durch Nestroys schauspielerische Interpretation des Schülers Willibald. Er habe, wie schon früher als Natzi in Eulenspiegel oder Schabernack über Schabernack (1835), den Knaben in Kinderhosen allein durch seine lange, hagere Figur parodiert, an seiner Seite der dicke Scholz als kontrastierende Lehrerfigur Wampl. Ahrens vermutet, dass dank dieses Bühnengespannes das Werk über Gebühr von Kritik und Publikum gefeiert worden wäre.
Rio Preisner stellt die Kritik am öffentlichen Schulwesen dieser Zeit ebenfalls in den Mittelpunkt seiner Beurteilung:
„Nestroy konnte sich natürlich eine direkte Kritik des korrupten Schulwesens nicht gestatten und wurde durch die Zensur gezwungen, Wampls Schule als ein von vornherein dem Untergang geweihtes Privatunternehmen eines Schloßherrn zu schildern.“
Otto Forst de Battaglia sieht eine noch tiefer gehende Parallele, die direkt das gesamte Wesen des Kaiserreiches in Frage stellt:
„Ob auch die politischen Anspielungen verstanden wurden? Baron Wolkenfeld, der taube Schulpatron, wird, wie der kranke Kaiser [Anm. Franz I.], von seinem  Intendanten Wichtig-Metternich gegängelt. Die Preisverteilung an die schlimmen Buben versinnbildlicht das österreichische Chaos; und das System kann kaum besser gekennzeichnet werden als durch den Zufall, der, im Stück und in der Wirklichkeit, allein imstande ist, über das nächstmächtige Element, die Protektion, zu siegen.“
Hans Weigel beschreibt die seiner Ansicht nach hervorragende, allerdings nicht von allen so gesehene, Stellung dieses Einakters in Nestroys Werk:
„Mitwelt und Nachwelt haben sich über DIE SCHLIMMEN BUBEN IN DER SCHULE amüsiert, haben den Einakter stets gern gesehen und immer wieder aufgeführt, seinen ‚weltanschaulichen‘ Tiefgang vielleicht unbewußt verspürt, doch bis heute nicht gebührend wahrgenommen und gewürdigt.“

## Text
- Text, Inhaltsangabe und Personenverzeichnis in nestroy.at (PDF, 203 kB).